# Crambus coccophthorus
Crambus coccophthorus là một loài bướm đêm trong họ Crambidae.